# Forsage
Forsage je brněnský startup, který vyvíjí zařízení pro vzdálený monitoring včelstev.  Informace získané v úlu odesílá do webové aplikace. Tu si včelař může otevřít v mobilním telefonu nebo počítači a vidí tak, co se v úlu děje a co jeho včelstvo potřebuje.

## Historie a současnost
Myšlenka zaměřit se na oblast včelařství vznikla na podzim roku 2017, tenkrát ještě pod názvem Forsáž, když se členové týmu (včelaři z IT branže) účastnili hackatonu pořádaným firmou Honeywell. Výsledkem byl první prototyp, který uměl získat a zpracovat různá data z úlů (vlhkost, zvuk a váhu). V soutěži tým obdržel první místo a projekt své tvůrce nadchnul natolik, že na něm nemohli přestat pracovat.
V roce 2018 se Forsage dostala do akceleračního programu Impact Hubu 100-Day Challenge. Účast v akceleračním programu opět skončila prvním místem, a to dokonce dvojitým (cena poroty a diváků). Porota složená ze 6 mentorů a úspěšných podnikatelů vybrala Forsage jako projekt s největším potenciálem a odměnila ho finanční částkou ve výši 150 000 Kč.
Během roku 2019 Forsage umístila svá zařízení do 17 úlů na Mendelově univerzitě v Brně a posbírala přes 300 hodin dat. Také prodala první verze svých zařízení a se včelaři, kteří si je zakoupili, stále úzce spolupracuje. Koncem léta 2019 se Forsage vydala do Prahy na EIT Food Innovation Prize Competition a dokázala, že inovace podpořené v rámci EIT Food nemusí být nutně spojeny přímo s jídlem. Mezi dalšími deseti projekty získali 2. místo  a obnos 5000 EUR. Ten jim pomohl financovat vývoj monitorovacího zařízení.
V únoru 2020 zvítězila Forsage v akceleračním programu Impact Hubu Climate Challenge. Získala cenu poroty i diváků a výhru 150 000 Kč. 

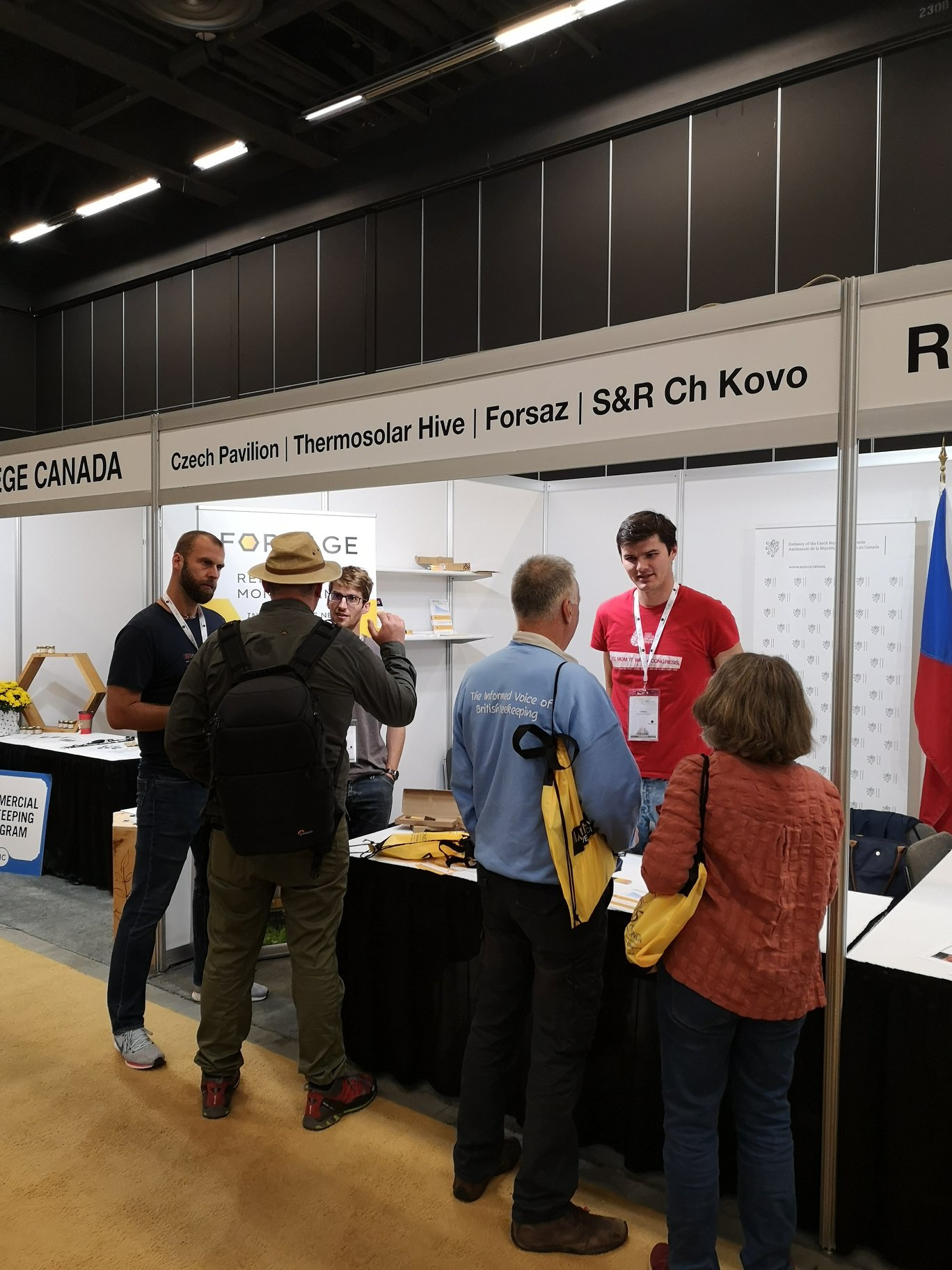
Prezentace Forsage na Apimondia kongresu v Montréalu

### Účast na Apimondia kongresu v Montréalu
V září 2019 se Forsage zúčastnila Apimondia International Apicultural Congress 2019, jednoho z nejvýznamnějších včelařských kongresů na světě. Spolu s Forsage tvořilo delegaci dalších 5 českých subjektů – Thermosolar Hive, S & Ř, CH KOVO, Ru-Ka (Zatepleneuly.cz), Biologické centrum AV ČR a Mikrobiologický ústav AV ČR. Českou včelařskou obec doprovázel zástupce ministra zemědělství ČR. Pro české účastníky byla připravena B2B recepce, které se zúčastnili významní kanadští partneři z oboru včelařství. Akce byla realizována Velvyslanectvím České republiky v Ottawě v rámci Projektů na podporu ekonomické diplomacie (PROPED) a ve spolupráci s Ministerstvem zemědělství ČR. 

## Produkty
Forsage nabízí včelařům monitorovací zařízení, které dokáže teplotu, vlhkost i váhu úlu a taky zaznamenávat zvuk. Včelař díky těmto údajům pak v reálném čase sleduje váhový přírůstek medu, stres včel, vidí, zda se chystají rojit, jestli mají dostatek zásob a další. Tyto informace pomáhají obzvlášť méně zkušeným včelařům zlepšit péči o včelstva a zvýšit tak šance na jejich přežití a celkovou prosperitu.

### Monitorovací zařízení Forsage
Skládá se ze 3 částí – úlové váhy, senzoru a přenašeče. Forsage k zařízení poskytuje také webovou aplikaci se včelařským rádcem. Právě díky ní má včelař možnost ze svého mobilu či počítače sledovat jednotlivé hodnoty úlu, vidí, jestli začala nebo skončila snůška, zda jsou včely ve stresu apod. Aplikace včelaře automaticky informuje.

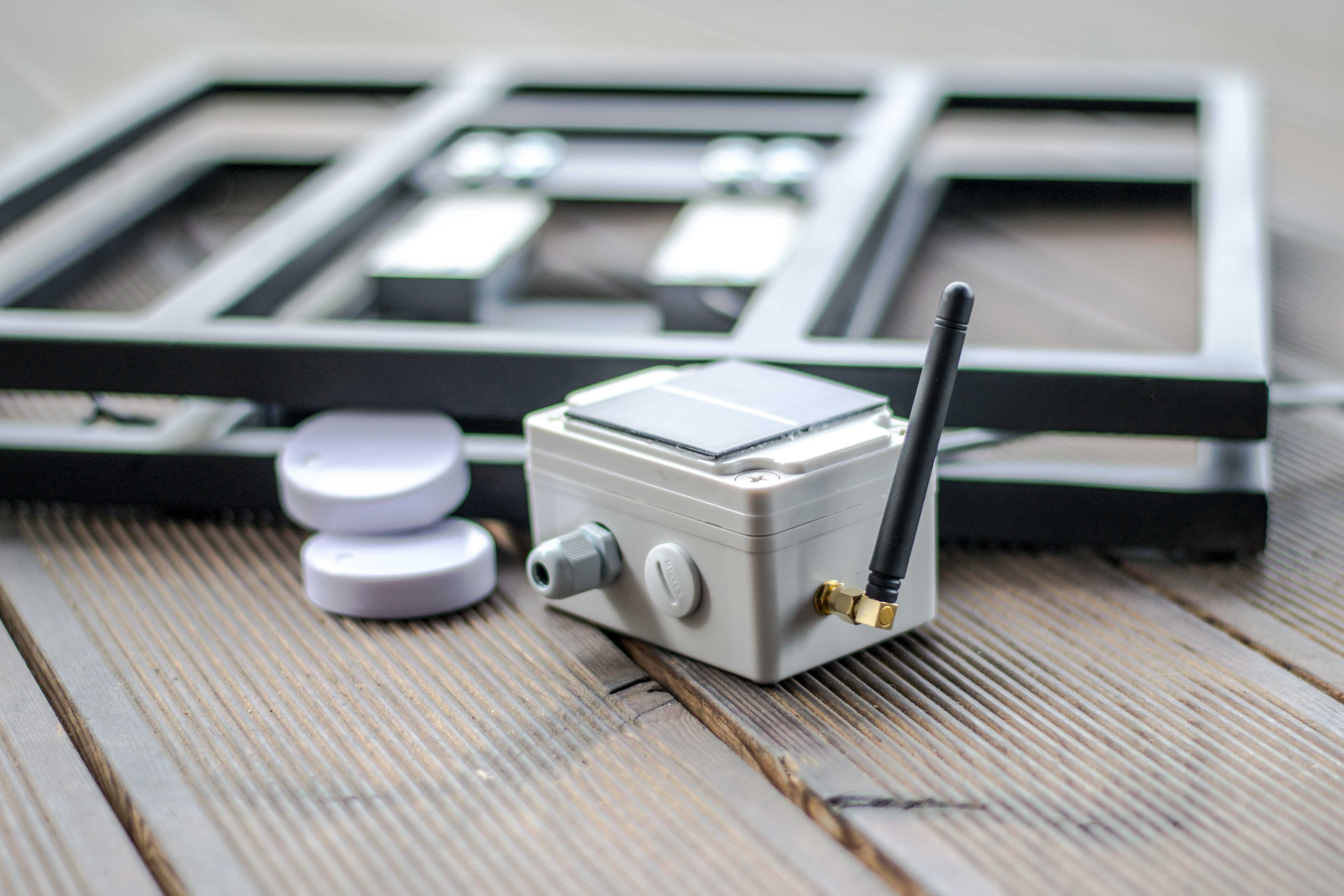
Monitorovací zařízení Forsage – úlová váha, senzor, přenašeč

#### Senzor
Malá krabička, která se vkládá buď do česna, mezi rámky nebo do medníku. Záleží na tom, co přesně si včelař přeje měřit. V každém případě zaznamenává  senzor změny teploty a vlhkosti a snímá krátké zvukové nahrávky z okolí.V úlu zůstává umístěný po celý rok.

#### Úlová váha
Váha, která v sezóně měří přírůstek medu, mimo sezónu úbytek zásob. Rozměrově je o pár centimetrů větší než samotný úl. Umisťuje se mezi dno a podstavec, a to z důvodu, aby měřila celou váhu úlu včetně dna, nástavku i rámků.

#### Přenašeč
Centrální jednotka celého zařízení na straně včelaře, která v pravidelných intervalech sbírá a zpracovává data ze senzorů. Ta jsou následně odesílána přes WiFi nebo GSM do cloudového úložiště, odkud se dále propisují až do včelařovy aplikace. Přenašeč mimo jiné zajišťuje napájení celého systému K tomuto účelu slouží baterie, která se v letních měsících dobíjí pomocí solárního článku. Jeden přenašeč dovede obsloužit 5 úlových senzorů (zvuk, teplota, vlhkost) a jednu úlovou váhu. 

### Firemní včely
Projekt, v rámci kterého si firmy mohou na rok pronajmout úl, buď na Forsage včelnici (úly za Brnem) nebo na střeše své vlastní společnosti. O pronajaté včely z Forsage včelnice se lze podělit (s jinou firmou, sousedy apod.). Potřeby včel a chod v úlu je možné sledovat prostřednictvím aplikace.
Projekt může ve firmách dobře sloužit jako forma vzdělávání, součást originálních teambuildingů a samozřejmě k výrobě vlastního firemního medu.

## Nezisková organizace Forsage ECO
Na jaře roku 2020 založil tým Forsage neziskovou organizaci Forsage ECO. Jejím hlavním cílem je šířit osvětu o důležitosti včel.  Za tímto účelem pořádá vzdělávací semináře po začínající a uvažující včelaře, spolupracuje se včelařskými kroužky a ve školách pomáhá zakládat včelstva, která budou žákům sloužit k lepšímu poznání nejen včelího života, ale i obecných zákonů přírody.

## Ocenění
| Rok  | Soutěž                                 | Umístění |
| ---- | -------------------------------------- | -------- |
| 2017 | Honeywell IoT Hackathon: The Magic Box | 1. místo |
| 2018 | Impact Hub 100-Day Challenge           | 1. místo |
| 2019 | EIT Food Innovation Prize Competition  | 2. místo |
| 2020 | Impact Hub – Climate Challenge         | 1. místo |